# Монтейрополис
Монтейрополис (порт. Monteirópolis)  —  муниципалитет в Бразилии, входит в штат Алагоас. Составная часть мезорегиона Сертан штата Алагоас. Входит в экономико-статистический  микрорегион Баталья.